# Ronov nad Sázavou
Ronov nad Sázavou (německy Ronau) je malá vesnice, část města Přibyslav v okrese Havlíčkův Brod. Nachází se asi 2,5 kilometru východně od Přibyslavi. Prochází jí železniční trať Havlíčkův Brod – Brno a silnice I/19. Ronov nad Sázavou je také název katastrálního území o rozloze 2,24 km². Ronovem protéká řeka Sázava a její pravostranný přítok Losenický potok.

## Historie
Osada Ronov vznikla okolo roku 1250. Prokazatelná zmínka o ní pochází z roku 1468. Od roku 1912 zde stojí škrobárna Amylon, kterou založil František Malínský.

## Obyvatelstvo
| Rok            | 1869 | 1880 | 1890 | 1900 | 1910 | 1921 | 1930 | 1950 | 1961 | 1970 | 1980 | 1991 | 2001 | 2011 | 2021 |
| -------------- | ---- | ---- | ---- | ---- | ---- | ---- | ---- | ---- | ---- | ---- | ---- | ---- | ---- | ---- | ---- |
| Počet obyvatel | 171  | 0    | 178  | 134  | 210  | 0    | 217  | 0    | 196  | 186  | 138  | 158  | 157  | 133  | 110  |
| Počet domů     | 15   | 0    | 15   | 16   | 19   | 22   | 22   | 0    | 20   | 20   | 22   | 25   | 25   | 24   | 24   |

## Pamětihodnosti
- Východně od vesnice leží obora Volský Žlab, ve které se nachází zřícenina hradu Ronov.
- Na levém břehu Losenického potoka stojí ronovský zámek ze druhé poloviny 19. století.
- V západní části vesnice se nachází kamenný most, pocházející pravděpodobně ze 16. století. V roce 2012 jej vážně poškodily ledové kry i těžká zemědělská technika.[8]

## Fotogalerie

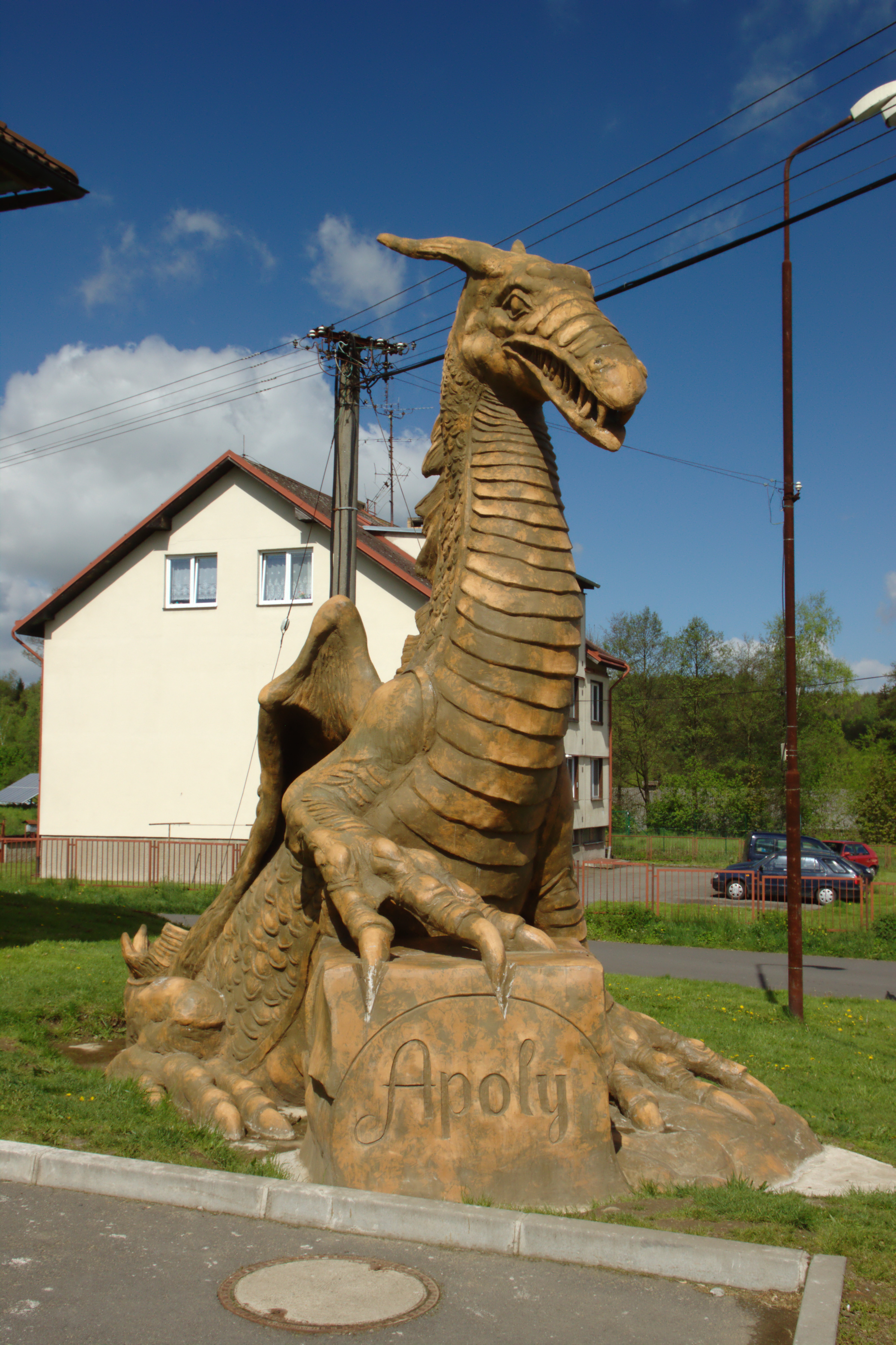
Ronovský drak
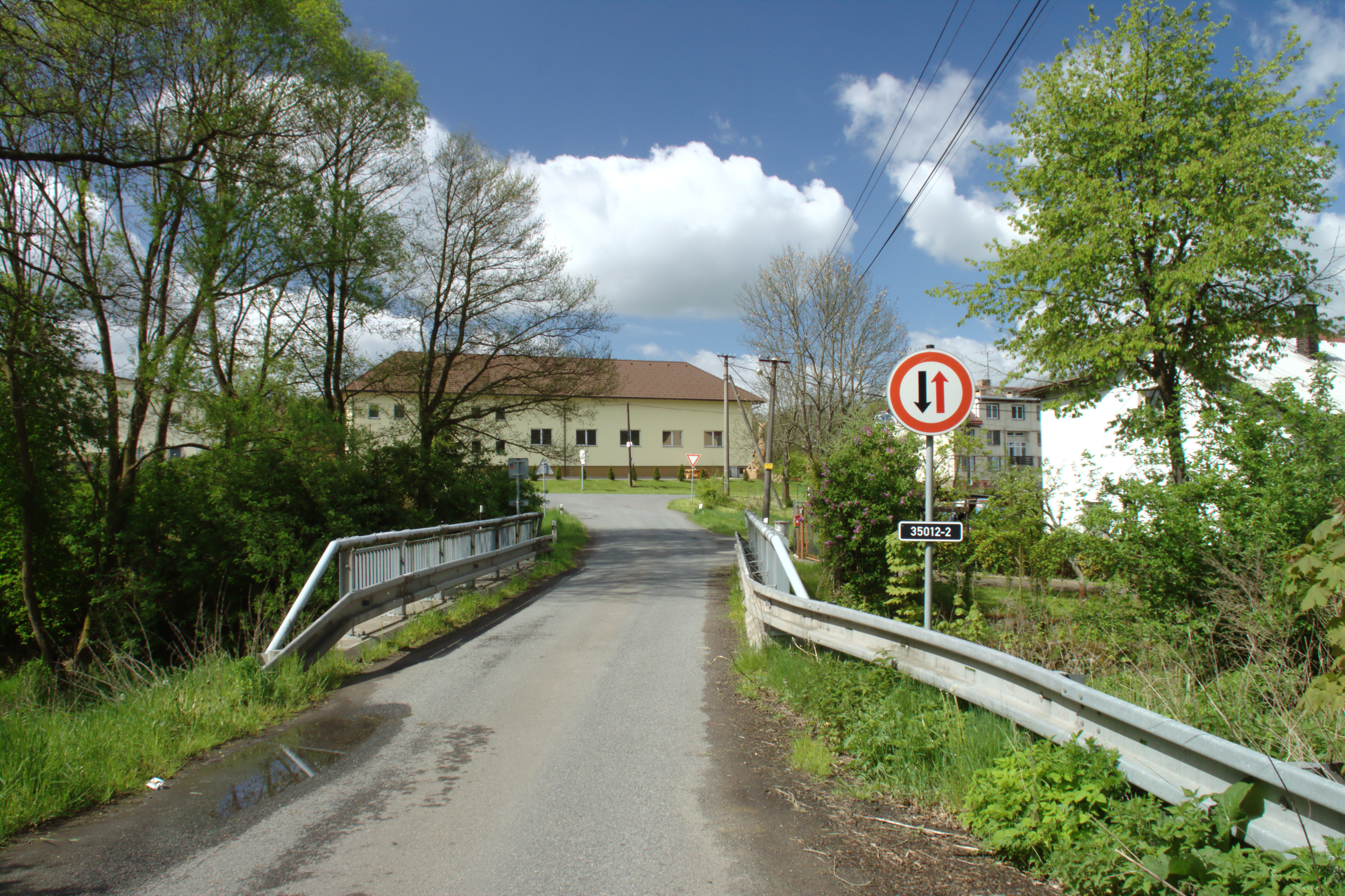
Most přes Losenický potok
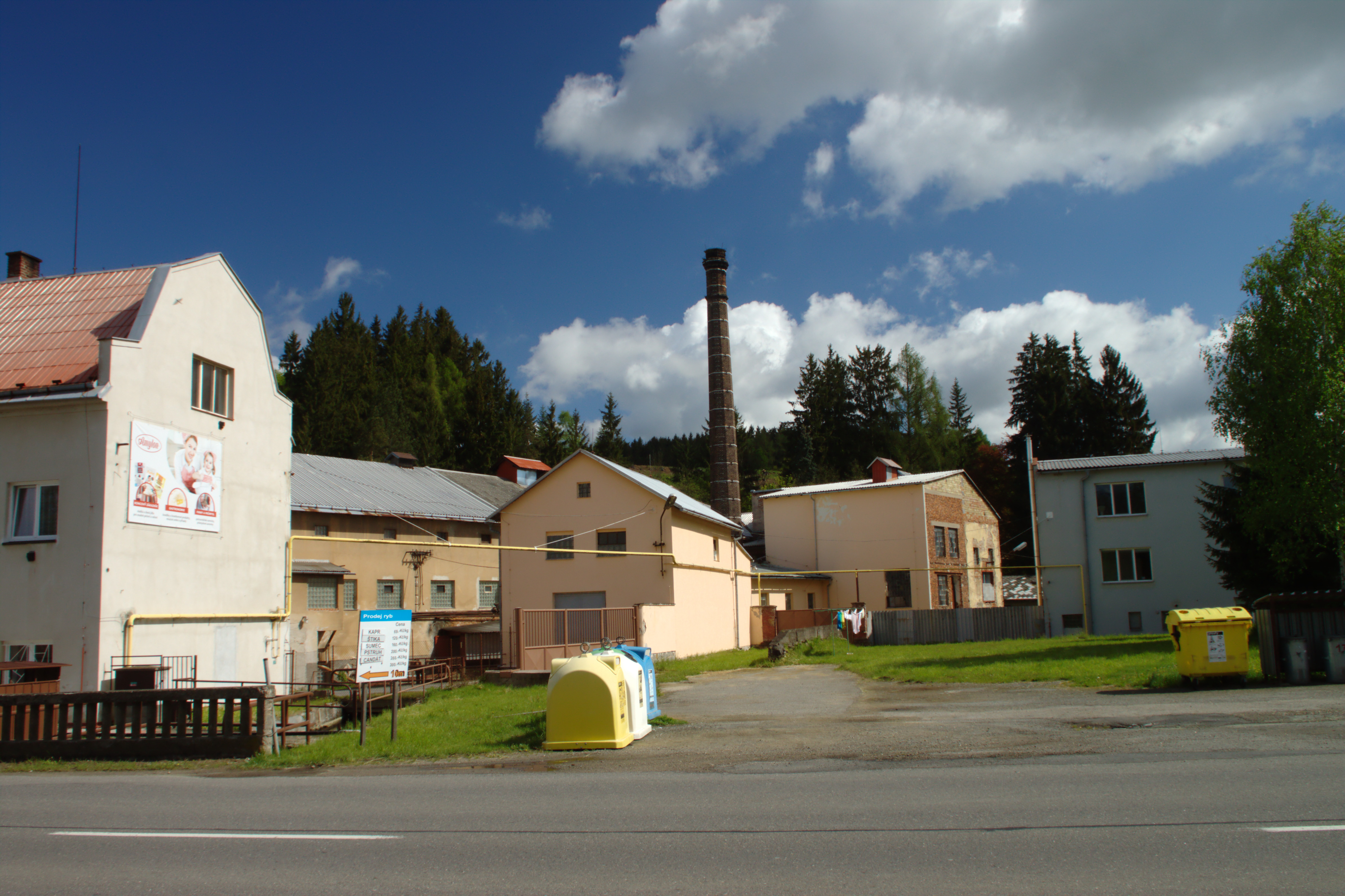
Průmyslový objekt
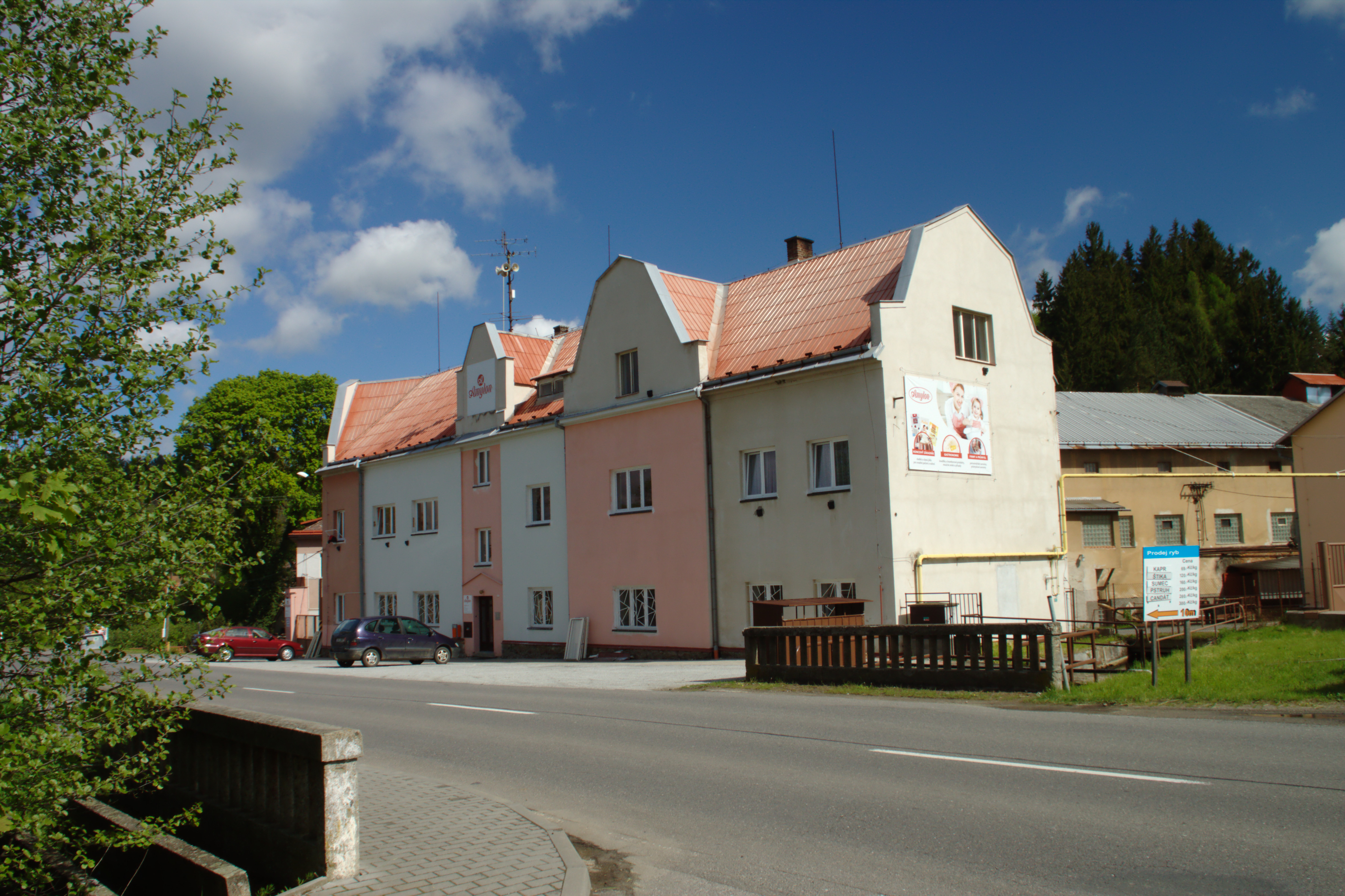
Amylon, místní škrobárna